# Karl Ludwig von Littrow
Pour les articles homonymes, voir Littrow.
Karl Ludwig von Littrow (né le 18 juillet 1811 à Kazan - mort le  16 novembre 1877 à Venise) est un astronome autrichien, fils de Joseph Johann Littrow. 
Il rentre au service de l'observatoire impérial où il succède à son père comme directeur et professeur d'astronomie en 1842.